# Exoprosopa parda
Exoprosopa parda är en tvåvingeart som beskrevs av Osten Sacken 1886. Exoprosopa parda ingår i släktet Exoprosopa och familjen svävflugor. Inga underarter finns listade i Catalogue of Life.